# العلاقات المكسيكية الفرنسية
العلاقات المكسيكية الفرنسية هي العلاقات الثنائية التي تجمع بين المكسيك وفرنسا.

## مقارنة بين البلدين
هذه مقارنة عامة ومرجعية للدولتين:
| وجه المقارنة                                              | المكسيك                                                                               | فرنسا                                                    |
| --------------------------------------------------------- | ------------------------------------------------------------------------------------- | -------------------------------------------------------- |
| المساحة (كم2)                                             | 1.97 مليون                                                                            | 643.80 ألف                                               |
| عدد السكان (نسمة)                                         | 130.53 مليون                                                                          | 67.12 مليون                                              |
| الكثافة السكانية (ن./كم²)                                 | 66.26                                                                                 | 104.26                                                   |
| العاصمة                                                   | مدينة مكسيكو                                                                          | باريس                                                    |
| اللغة الرسمية                                             | اللغة الإسبانية                                                                       | لغة فرنسية                                               |
| العملة                                                    | بيزو مكسيكي                                                                           | يورو، فرنك س ف ب، فرنك فرنسي، Livre tournois ‏            |
| الناتج المحلي الإجمالي (بليون دولار)                      | 1.15 تريليون                                                                          | 2.58 تريليون                                             |
| الناتج المحلي الإجمالي (تعادل القوة الشرائية) بليون دولار | 2.16 تريليون                                                                          | 2.87 تريليون                                             |
| الناتج المحلي الإجمالي الاسمي للفرد دولار أمريكي          | 9.01 ألف                                                                              | 36.20 ألف                                                |
| الناتج المحلي الإجمالي للفرد دولار أمريكي                 | 17.32 ألف                                                                             | 39.33 ألف                                                |
| مؤشر التنمية البشرية                                      | 0.756                                                                                 | 0.888                                                    |
| رمز المكالمات الدولي                                      | +52                                                                                   | +33                                                      |
| رمز الإنترنت                                              | .mx                                                                                   | .fr، .bzh ‏، .tf، .re، .wf، .yt، .pm، .paris              |
| المنطقة الزمنية                                           | منطقة زمنية وسطى، المنطقة الزمنية الجبلية، زمن منطقة المحيط الهادئ، منطقة زمنية شرقية | أوروبا/باريس ‏، توقيت وسط أوروبا، توقيت وسط أوروبا الصيفي |

## مدن متوأمة
في ما يلي قائمة باتفاقيات التوأمة بين مدن مكسيكية وفرنسية:
- ترتبط كامبيتشي مع لو هافر باتفاقية توأمة.
- ترتبط تولوكا مع لوريان باتفاقية توأمة.
- ترتبط أكابولكو مع كان باتفاقية توأمة منذ 2011.[15][15][16][16]
- ترتبط غواناخواتو مع أفينيون باتفاقية توأمة منذ 2002.[17][17][17][18]
- ترتبط Valle de Bravo [الإنجليزية]‏ مع بارسلونت باتفاقية توأمة.
- ترتبط توريون مع باريس باتفاقية توأمة منذ 2007.[19]
- ترتبط أوخاكا مع روي-مالميزون باتفاقية توأمة.

## منظمات دولية مشتركة
يشترك البلدان في عضوية مجموعة من المنظمات الدولية، منها:
| علم المنظمة | اسم المنظمة                        | تاريخ انضمام المكسيك | تاريخ انضمام فرنسا |
| ----------- | ---------------------------------- | -------------------- | ------------------ |
|             | وكالة ضمان الاستثمار متعدد الأطراف | 1 يوليو 2009         | 28 ديسمبر 1989     |
|             | منظمة التعاون الاقتصادي والتنمية   | ?                    | 7 أغسطس 1961       |
|             | الأمم المتحدة                      | 7 نوفمبر 1945        | 24 أكتوبر 1945     |
|             | الفريق المعني برصد الأرض           | ?                    | ?                  |
|             | مجموعة العشرين                     | ?                    | 26 سبتمبر 1999     |
|             | منظمة حظر الأسلحة الكيميائية       | ?                    | ?                  |
|             | منظمة التجارة العالمية             | 1995                 | 1995               |
|             | منظمة الشرطة الجنائية الدولية      | ?                    | ?                  |
|             | مؤسسة التنمية الدولية              | 24 أبريل 1961        | 30 ديسمبر 1960     |
|             | يونسكو                             | 4 نوفمبر 1946        | 4 نوفمبر 1946      |
|             | الاتحاد البريدي العالمي            | ?                    | ?                  |
|             | البنك الدولي للإنشاء والتعمير      | 31 ديسمبر 1945       | 27 ديسمبر 1945     |
|             | المنظمة الهيدروغرافية الدولية      | ?                    | ?                  |
|             | الاتحاد الدولي للاتصالات           | 1 يوليو 1908         | 1866               |
|             | مؤسسة التمويل الدولية              | 20 يوليو 1956        | 20 يوليو 1956      |
|             | مجموعة أستراليا                    | 2013                 | 1985               |
|             | مجموعة الموردين النوويين           | ?                    | ?                  |

## أعلام
هذه قائمة لبعض الشخصيات التي تربطها علاقات بالبلدين:
- جولييتا فينيغاس (24 نوفمبر 1970 – )
- خيمينا نافاريتي (22 فبراير 1988[27] – )
- دولوريس ديل ريو (3 أغسطس 1905[28][29] – 11 أبريل 1983[28][29])
- كارلوس فوينتس (كاتب مكسيكي، 11 نوفمبر 1928[30][31][32] – 15 مايو 2012[30][31][32])

## وصلات خارجية
- موقع وزارة الخارجية المكسيكية
- موقع وزارة الخارجية الفرنسية